# Yusuf Namoğlu
Yusuf Namoğlu, né en 1947 à Rize, est un ancien arbitre turc de football, qui débute en 1971, devient arbitre international dès 1986 et arrête en 1992.
Il est maire du district de Beşiktaş de 1999 à 2004.

## Carrière
Il officie dans des compétitions majeures : 
- Supercoupe de Turquie de football 1988
- Coupe d'Asie des nations de football 1988 (2 matchs)